# Painten

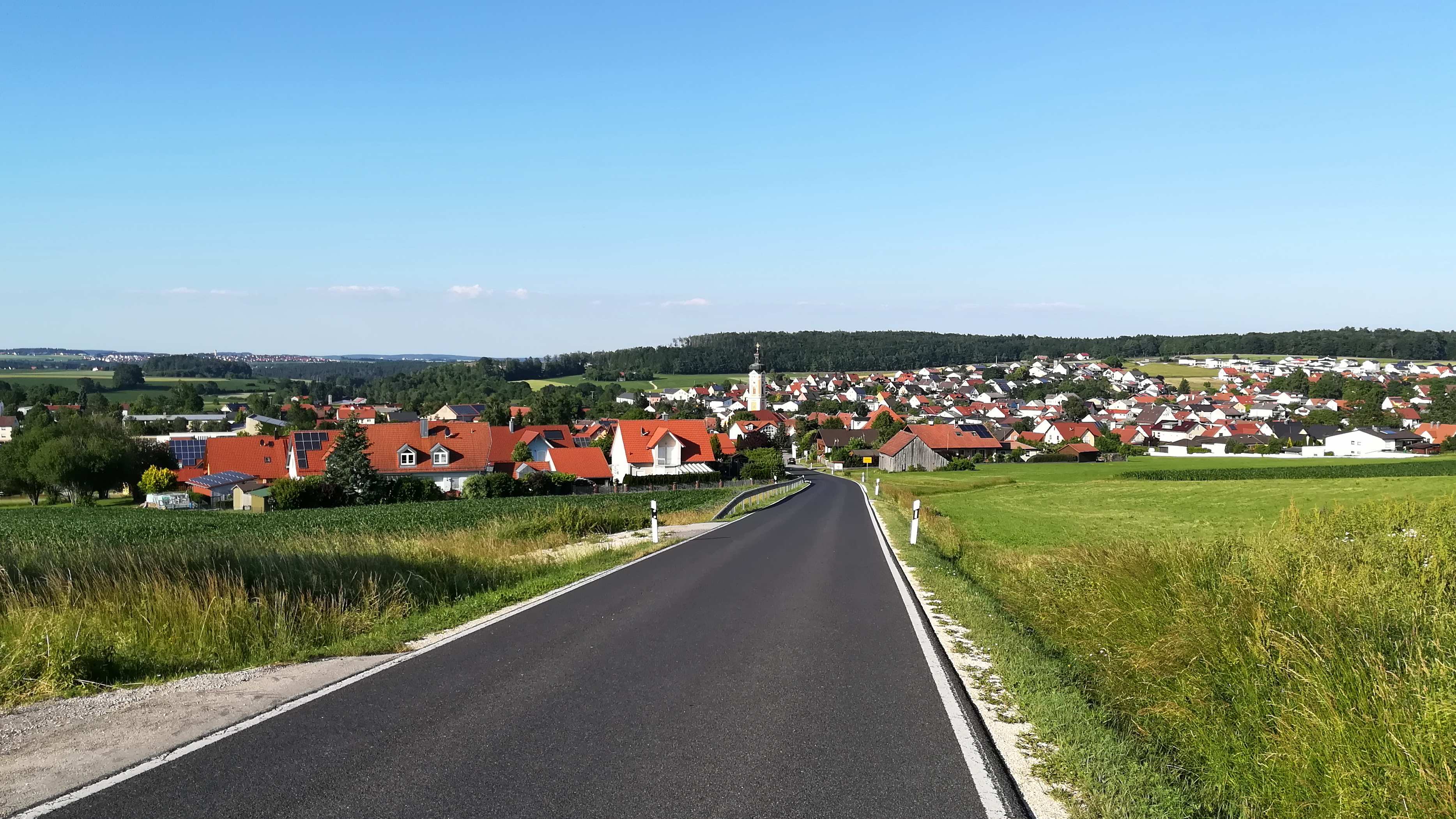
Ortsansicht von Painten aus Südosten

Painten ist ein Markt im niederbayerischen Landkreis Kelheim.

## Geografie
Der Ort liegt etwa zehn Kilometer nordwestlich von Kelheim und zwanzig Kilometer westlich von Regensburg auf einer Höhe von etwa 500 m ü. NHN. Er befindet sich auf der südlichen Frankenalb im südöstlichen Bereich des historischen Gebietes Tangrintel, einer überwiegend bewaldeten Hochebene, die zwischen den Flussläufen der Altmühl und der Schwarzen Laber liegt. Alle Ortschaften liegen im westlichen Bereich der Gemeinde, der Osten wird vom Paintner Forst eingenommen.

### Nachbargemeinden
| Hemau 7 km       |                                             | Deuerling 8 km                      |
| Riedenburg 10 km | Kompassrose, die auf Nachbargemeinden zeigt | Nittendorf 11 km                    |
| Essing 8 km      | Ihrlerstein 8 km                            | Frauenforst (Gemeindefreies Gebiet) |

### Gemeindegliederung
Es gibt zwölf Gemeindeteile (in Klammern ist der Siedlungstyp angegeben):
- Berg (Weiler)
- Falterhof (Einöde)
- Maierhofen (Kirchdorf)
- Mantlach (Weiler)
- Netzstall (Dorf)
- Neulohe (Dorf)
- Painten (Hauptort)
- Prexlhof (Einöde)
- Rothenbügl (Dorf)
- Streithäusl (Einöde)
- Wasenhütte (Einöde)
- Wieseneck (Einöde)

Es gibt die Gemarkungen Klingen - Painten, Neulohe, Painten, Paintner Forst und Rothenbügl.

## Geschichte

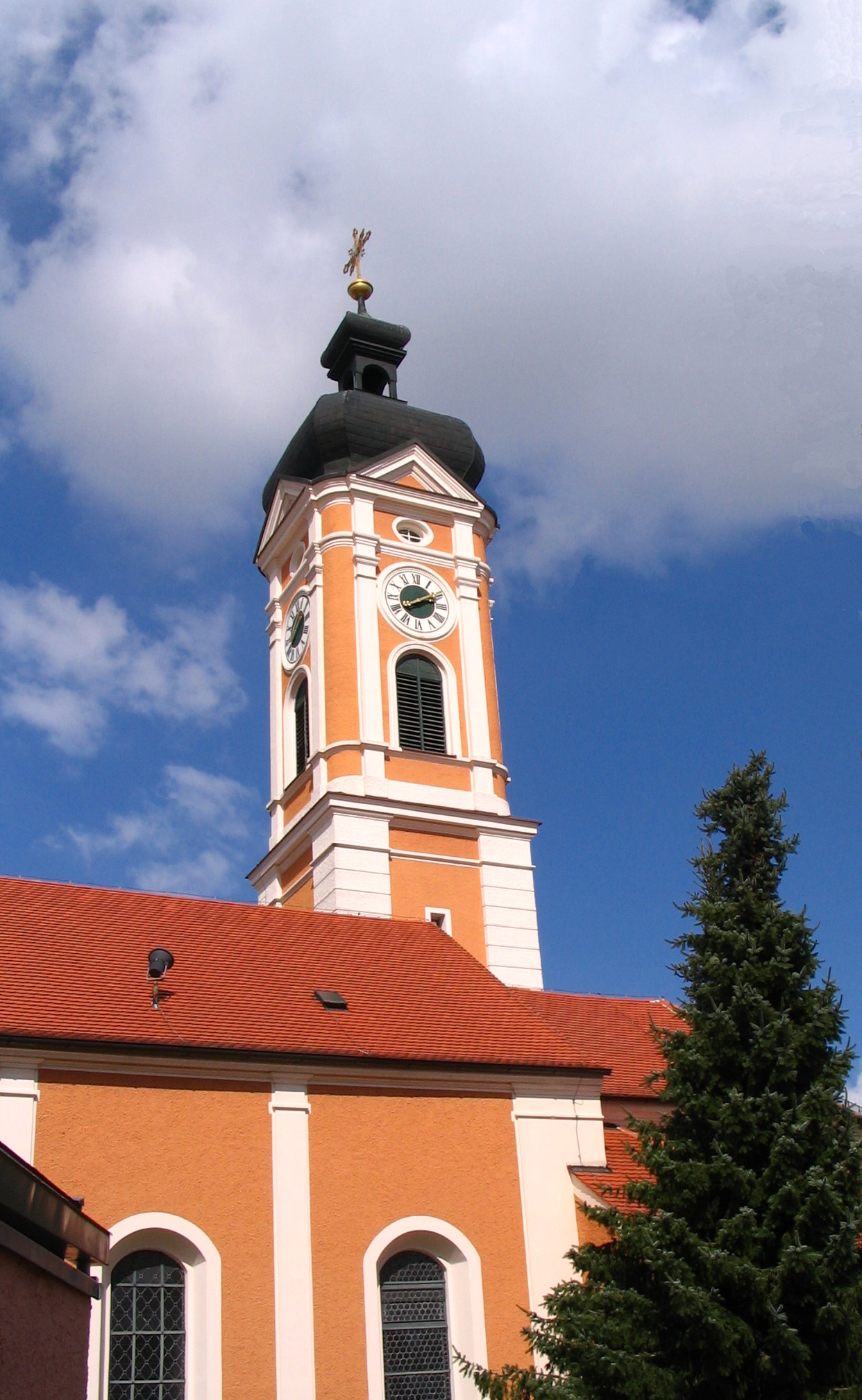
St. Georg

### Bis zum 19. Jahrhundert
Um etwa 1150 wird der Ortsname als „Piwente“ und von etwa 1150 bis 1160 als „Piunten“ in den Literalien des Klosters Prüfening erstmals urkundlich erwähnt. Im Jahr 1293 wurde der Ort „Peinten“ genannt und 1584 schließlich „Painten“. Der Name des Ortes geht auf den Flurnamen „biunta“ bzw. „piunte“ zurück, der im Althochdeutschen so viel wie „eingehegtes Grundstück“ bedeutete.
Im Jahr 1293 wird Painten zusammen mit Hemau und dem Tangrintel im Einigungsbrief Graf Gebhards von Hirschberg mit Herzog Ludwig II. von Bayern genannt. Bis 1305 gehörte der Ort zur Grafschaft Hirschberg, danach zum Herzogtum Oberbayern, ab 1505 zum neu gegründeten Herzogtum Neuburg und dessen Pflegamt Hemau. Seine Marktfreiheit hatte der Ort als wirtschaftliches Zentrum im südlichen Teil des Pflegamtes Hemau wohl schon vor 1500 erlangt.
Painten lag an einer Salzstraße, die von Salzburg über Altötting, Landshut und Kelheim kommend weiter nach Nürnberg führte. Im Jahr 1505 wurde der Ort für fast drei Jahrhunderte pfalz-neuburgische Mautstation und Grenzort zum Herzogtum Bayern.
Während der lutherischen Reformation durch Pfalzgraf Ottheinrich wurde Painten ab 1542 selbständige Pfarrei und blieb das bis zur katholischen Gegenreformation um 1618. Im Schmalkaldischen Krieg (1546/47) wurde Painten schwer zerstört und verlor dadurch vorübergehend seine Marktrechte. Im Jahr 1576 wurden die Marktrechte durch den damaligen Landesherrn, Herzog und Pfalzgraf Philipp Ludwig von Pfalz-Neuburg erneuert und erweitert. Dieser verlieh dabei dem Markt Painten mit der Bestätigung der Marktrechte das Wappen.
Für das Jahr 1630 ist in Painten erstmals eine Glashütte belegt. Pfalzgraf Wolfgang Wilhelm (Pfalz-Neuburg) hatte den Venezianer Ferrante Morone mit ihrer Einrichtung beauftragt. Für die Zeit des Dreißigjährigen Krieges sind in Deutschland nur zwei weitere Glasmanufakturen bekannt, in denen Glas auf venezianische Art (à la façon de Venise) hergestellt wurde. Der Standort Painten wurde gewählt, da mit dem herrschaftlichen Paintner Forst die Energieversorgung für die Glasschmelze gesichert war. Nachdem die erste Paintner Glashütte im Dreißigjährigen Krieg untergegangen war, erfolgte 1665 eine Neugründung im nahen Rothenbügl. Diese Glashütte bestand bis 1878.
Während des Dreißigjährigen Krieges (1618 bis 1648) wurden 40 von 81 Anwesen niedergebrannt und erst nach Jahrzehnten wieder aufgebaut.

### Verwaltungszugehörigkeit
Seit 1799 war das Gebiet mit dem Kurfürstentum Bayern vereint. Painten besaß ein Marktgericht mit weitgehenden Eigenrechten. Im Zuge der Verwaltungsreformen in Bayern entstand mit dem Gemeindeedikt von 1818 die Gemeinde Painten. Von 1862 bis 1879 gehörte Painten zum Bezirksamt Hemau und damit zum bayerischen Regierungsbezirk Oberpfalz. Mit der Auflösung des Bezirksamtes Hemau am 1. Oktober 1879 kam Painten am 1. Januar 1880 zum neu gebildeten Bezirksamt Parsberg. Am 1. Januar 1939 wurde wie sonst überall im Deutschen Reich die Bezeichnung Landkreis eingeführt. Damit war Painten nun Teil des Landkreises Parsberg. Bis 1945 gehörte Painten zum Regierungsbezirk Niederbayern und Oberpfalz. Ab 1945 war das Gebiet amerikanische Besatzungszone und wurde ab 1949 dem Regierungsbezirk Oberpfalz zugeordnet.
Im Rahmen der Gebietsreform in Bayern kam der Markt Painten 1972 vom aufgelösten Landkreis Parsberg zum Landkreis Kelheim und damit zum Regierungsbezirk Niederbayern. Im Jahre 1978 wurde Painten zwangsweise in eine Verwaltungsgemeinschaft mit Ihrlerstein und Essing eingegliedert. Am 1. Januar 1980 erlangte der Markt Painten seine volle Selbständigkeit zurück.

### Eingemeindungen
Im Jahr 1946 wurde ein Teil der aufgelösten Gemeinde Rothenbügl eingegliedert. Im Zuge der Gebietsreform kamen am 1. Januar 1972 die Gemeinde Neulohe (mit Maierhofen) sowie im Jahr 1978 Teile der Gemeinde Klingen (Berg, Mantlach und Netzstall) hinzu. Zum 1. Januar 2013 wurde das gemeindefreie Gebiet Paintner Forst vollständig eingegliedert.

### Einwohnerentwicklung
Im Zeitraum 1988 bis 2018 stieg die Einwohnerzahl von 1868 auf 2282 bzw. um 22,2 %.
| Jahr      | 1961 | 1970 | 1987 | 1991 | 1995 | 2000 | 2005 | 2010 | 2015 | 2020 |
| --------- | ---- | ---- | ---- | ---- | ---- | ---- | ---- | ---- | ---- | ---- |
| Einwohner | 1585 | 1767 | 1878 | 1956 | 2114 | 2182 | 2257 | 2198 | 2235 | 2266 |

## Politik

### Gemeinderat

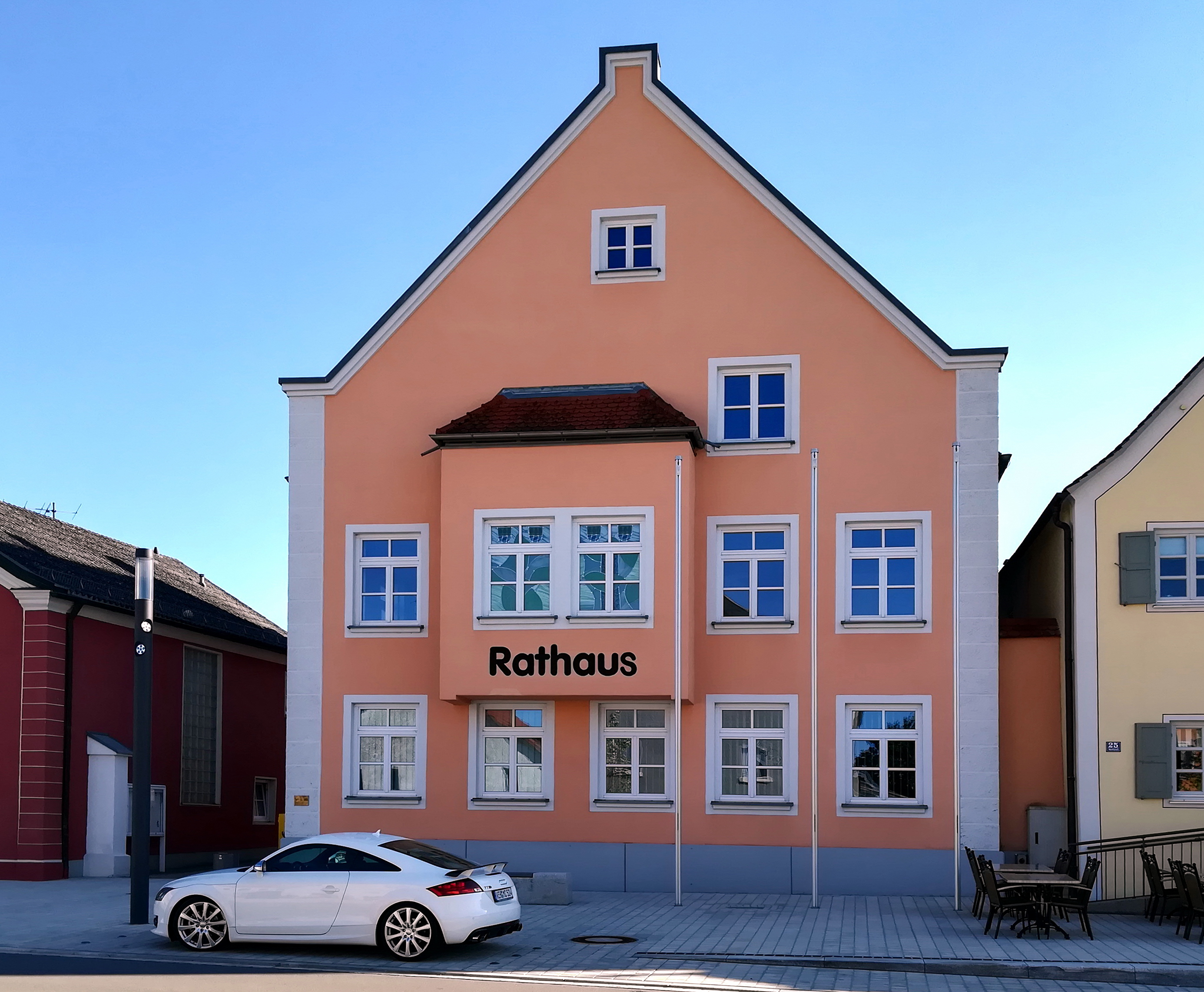
Rathaus Painten

Die Gemeinderatswahl 2020 ergab folgende Stimmenanteile und Sitzverteilung:
| Partei/Liste         | %     | Sitze |
| -------------------- | ----- | ----- |
| CSU                  | 49,59 | 7     |
| SPD                  | 37,63 | 5     |
| Freie Wähler Painten | 12,77 | 2     |

Bürgermeister ist seit Mai 2014 Michael Raßhofer (CSU). Er wurde im März 2014 mit 50,4 % der Stimmen gewählt. und 2020 mit 94,55 % der Stimmen im Amt bestätigt.
Die einzige politische Jugendorganisation in Painten ist die Junge Union Painten.

## Wappen
| Wappen von Painten | Blasonierung: „Geteilt; oben in Gold nebeneinander drei grüne Laubbäume, unten sieben schräge silberne und blaue Rauten.“ |
| Wappen von Painten | |

## Baudenkmäler
|  |  |

## Wirtschaft und Infrastruktur

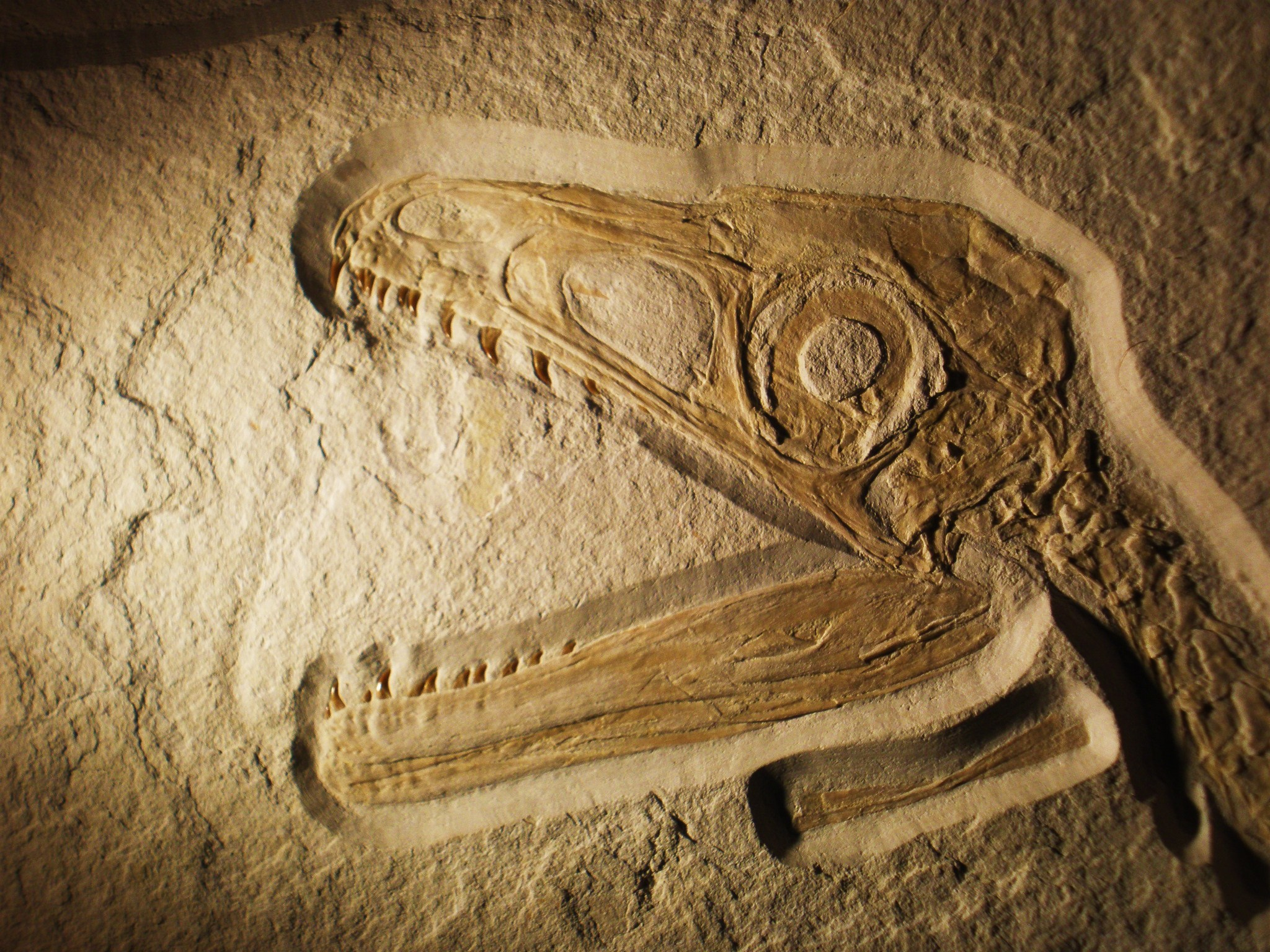
Kopfskelett von Sciurumimus. Die für einen Raubdinosaurier aus der Gruppe der Tetanurae ungewöhnliche Bezahnung ist hier gut zu erkennen.

### Wirtschaft einschließlich Land- und Forstwirtschaft
Es gab im Jahr 2020 nach der amtlichen Statistik in der Land- und Forstwirtschaft keine, im produzierenden Gewerbe 386 und im Bereich Handel und Verkehr 42 sozialversicherungspflichtig Beschäftigte am Arbeitsort. In sonstigen Wirtschaftsbereichen lag dieser Wert bei 91 Personen. Sozialversicherungspflichtig Beschäftigte am Wohnort gab es 835. Im verarbeitenden Gewerbe gab es zwei, im Bauhauptgewerbe vier Betriebe. Zudem bestanden im Jahr 2016 19 landwirtschaftliche Betriebe mit einer landwirtschaftlich genutzten Fläche von 389 ha, davon waren 314 ha Ackerfläche.

### Kalk-Abbau
Der Steinbruch bei Painten hat eine Fläche von derzeit 47,7 Hektar. Das Gelände wird durch die Fa. RYGOL Baustoffwerk genutzt. Eine Erweiterung um zusätzliche 18,7 Hektar soll die Existenz des Kalkwerkes für weitere 35 Jahre sichern. Die Firma RYGOL Baustoffwerk ist heute einer der führenden Hersteller von Trockenmörteln in Bayern.
Auf dem Gelände des Steinbruchs wurde bei Ausgrabungsarbeiten 2009 oder 2010 ein fast vollständig erhaltenes Skelett des Raubsauriers Sciurumimus aufgefunden. Das Fossil ist ca. 151 Millionen Jahre alt und eines der weltweit am besten erhaltenen Dinosaurierfossilien. Es befindet sich als Dauerleihgabe im paläontologischen Bürgermeister-Müller-Museum in Solnhofen.

### Bildung
2021 gab es folgende Einrichtungen:
- zwei Kindertageseinrichtungen: 114 Kindergartenplätze, 97 Kinder
- eine Volksschule: vier Lehrer, 74 Schüler

## Persönlichkeiten
- Engelbert Grau (1915–1998), römisch-katholischer Priester und Franziskaner